# 稲葉静子
稲葉 静子（いなば しずこ）は、日本の陸上競技選手。専門は短距離走。

## 略歴
菊花女子専門学校（1948年廃止）卒業。卒業後は京都アスリートクラブに所属した。終戦直後の日本陸上界を牽引し、日本選手権三年連続三冠王などの金字塔を打ち立てた名選手として知られる。
1946年、日本陸上競技選手権大会で女子100m、200m、4×100mRの三冠を達成。以後、100m、200mは1949年まで四連覇。400mリレーは1948年まで三連覇を果たした。